# The Craft
The Craft (no Brasil: Jovens Bruxas / em Portugal: O Feitiço) é um filme de 1996, dirigido por Andrew Fleming que estreou Robin Tunney, Rachel True, Fairuza Balk e Neve Campbell.

## Sinopse
The Craft é sobre Sarah Bailey, uma adolescente que se muda de São Francisco, Califórnia para Los Angeles e que acaba fazendo amizade com três garotas - Nancy, Bonnie e Rochelle - que lhe ensinam bruxaria. Quanto mais se aprofundam na magia com intenções negativas, mais experimentam sorte e colocam maldições seus inimigos. Sarah, interpretada por Robin Tunney, entretanto, separa-se das outras três garotas à medida que percebe que elas vão longe demais com seus planos e logo descobre que suas melhores amigas podem se tornar suas piores inimigas. Mais tarde, descobre que sua falecida mãe foi uma poderosa bruxa do bem e que, diferentemente de Nancy, Bonnie e Rochelle, possui o dom da bruxaria.

## Elenco
- Robin Tunney — Sarah Bailey
- Fairuza Balk — Nancy Downs
- Neve Campbell — Bonnie
- Rachel True — Rochelle
- Skeet Ulrich — Chris Hooker
- Christine Taylor — Laura Lizzie
- Assumpta Serna — Lirio
- Breckin Meyer - Mitt

## Impacto na cultura pop
O filme empregou efeitos especiais de ponta, apresentando a "moda gótica" e o comportamento pagão para a geração MTV de uma maneira atraente. Por essa exposição, muitos adolescentes se interessaram por paganismo e bruxaria, especialmente wicca. Ainda que muito desse interesse tenha passado, o filme ajudou religiões menos conhecidas a "aparecerem" por um tempo. The Craft é ficção, mas muitos detalhes desta obra são baseados em crenças e práticas neo-pagãs.
A continuação The Craft: Legacy foi lançada em 2020.